# تادوو گورنی
تادوو گورنی (به لاتین: Tądów Górny) یک روستا در لهستان است که در Gmina Warta واقع شده‌است.